# تعدد الخصي
تعدد الخصي هو عيب خلقي نادر جداً وعدد الحالات المصابة به التي أبلغ عنها أقل من 200 حالة، وهو عبارة عن وجود خصي زائدة (أكثر من اثنين) في جسم واحد.